# Клітчин
Клі́тчин — село в Україні, у Глибочицькій територіальній громаді Житомирського району Житомирської області. Населення становить 559 осіб (2001).

## Населення

### Мова
Розподіл населення за рідною мовою за даними перепису 2001 року:
| Мова       | Відсоток |
| ---------- | -------- |
| українська | 98,21 %  |
| російська  | 1,61 %   |
| інші       | 0,18 %   |

## Історія
У 1906 році — фільварок Левківської волості Житомирського повіту Волинської губернії. Відстань від повітового міста 6 верст, від волості 6. Дворів 1, мешканців 8.
12 червня 2020 року, відповідно до розпорядження Кабінету Міністрів України № 711-р «Про визначення адміністративних центрів та затвердження територій територіальних громад Житомирської області», територію та населені пункти Левківської сільської ради включено до складу Глибочицької сільської територіальної громади Житомирського району Житомирської області.